# Катан
Катан (VI или VII век) — святой епископ Бьютский. День памяти — 17 мая.
Святой Катан (Cathan, Catan), или Кадан (Cadan), согласно шотландцам, был епископом на острове Бьют. Там почивают его святые мощи. В честь него тамошние земли называют Килкатан (Kilcathan), что означает церковь Катана. Согласно иному мнению, святой Катан упокоивается в Тамлахте (Tamlacht), что около Лондондерри. Не исключено, что это два разных святых с одним и тем же именем.